# Bouzoulouk (Khoper)
Pour les articles homonymes, voir Bouzoulouk (homonymie).
La Bouzoulouk (en russe : Бузулу́к) est une rivière de l'oblast de Volgograd, en Russie et un affluent de la rive gauche de la rivière Khoper (Хопёр).

## Géographie
Sa longueur est de 314 km et son bassin versant a une superficie de 9 510 km2. Elle prend sa source sur la pente occidentale des hauteurs du bassin de la Volga et a un régime nival. La rivière s'assèche parfois dans son cours supérieur. Dans son bassin se trouvent plus de 600 petits lacs.
La Bouzoulouk arrose la ville de Novoanninski et la commune urbaine de Kikvidze.